# Aire urbaine de Quimperlé
L'aire urbaine de Quimperlé est une aire urbaine française constituée autour de la ville de Quimperlé (Finistère).
En 1999, ses 16 962 habitants faisaient d'elle la 290e des 354 aires urbaines françaises.

## Caractéristiques
D'après la délimitation établie par l'INSEE, l'aire urbaine de Quimperlé est composée de 5 communes, toutes situées dans le Finistère. 
2 des communes de l'aire font partie de son pôle urbain, l'unité urbaine (couramment : agglomération) de Quimperlé.
Les 3 autres communes, dites monopolarisées, sont toutes des communes rurales.
L'aire urbaine de Quimperlé appartient à l'espace urbain de Lorient-Vannes.
Le tableau suivant détaille la répartition de l'aire urbaine sur le département (les pourcentages s'entendent en proportion du département) :
| Département | Communes | Communes (%) | Superficie (km²) | Superficie (%) | Population (2011) | Population (%) |
| ----------- | -------- | ------------ | ---------------- | -------------- | ----------------- | -------------- |
| Finistère   | 5        | 1,8          | 97,60            | 1,4            | 19 377            | 2,0            |

En 2011, la population s’élevait à 19 377 habitants.

## Les 5 communes de l’aire
Voici la liste des communes de l'aire urbaine de Quimperlé.
| Code INSEE | Commune   | Type de commune              | Dép.      | Superficie (km²) | Population (2011) | Densité (hab./km²) |
| ---------- | --------- | ---------------------------- | --------- | ---------------- | ----------------- | ------------------ |
| 29005      | Baye      | Commune rurale monopolarisée | Finistère | +0007,29         | +0 0001 135,      | +00148,83          |
| 29136      | Locunolé  | Commune rurale monopolarisée | Finistère | +0016,78         | +0 0001 129,      | +00058,64          |
| 29147      | Mellac    | Commune rurale monopolarisée | Finistère | +0026,38         | +0 0002 696,      | +00097,42          |
| 29233      | Quimperlé | Commune du pôle urbain       | Finistère | +0031,73         | +00012 156,       | +00342,8           |
| 29297      | Tréméven  | Commune du pôle urbain       | Finistère | +0015,42         | +0 0002 261,      | +00133,79          |
|            | Total     |                              |           | +0097,6          | +00019 377,       | +00180,11          |